# Raumstation Unity
Raumstation Unity (Originaltitel Space Island One) ist eine von dem britischen Sender Sky One und dem deutschen Sender Vox gemeinsam produzierte Science-Fiction-Fernsehserie aus dem Jahr 1998. Gedreht wurden 1997 und 1998 zwei Staffeln mit je 13 Episoden mit einer Länge von jeweils 45 Minuten. Die Dreharbeiten fanden auf der Isle of Man statt.

## Inhalt
Die erste große, kommerzielle Raumstation Space Island One (in der deutschen Fassung Unity) der Firma Unity (in der deutschen Fassung nur „die Gesellschaft“ genannt) umkreist um das Jahr 2015 die Erde in einer Höhe von etwa 600 Kilometern. Durch Rotation herrscht in einigen Sektoren der Station simulierte Schwerkraft, es gibt Labore und einen botanischen Garten. Hauptaufgabe der Station ist die Durchführung wissenschaftlicher Experimente, die Experimente später durch daraus entwickelte Technik oder Produkte Gewinn abwerfen sollen.
Hauptinhalt der Episoden ist das Miteinander der Bewohner, ihre Konflikte während des langzeitigen Zusammenwohnens auf engem Raum und ihre Probleme (z. B. ist eine der Bewohnerinnen schwanger und verheimlicht dies, da sie sonst sofort zur Erde zurückkehren müsste). Zudem gibt es auch Gefahren von außen, z. B. kunststofffressende Bakterien, welche mit Gesteinsproben vom Mars auf die Station gelangen, technische Probleme sowie Auseinandersetzungen wegen der kommerziellen Ausrichtung einiger Experimente bzw. dem Abbruch nicht genügend gewinnversprechender Experimente.